# Ein Pferd für Moondance
Ein Pferd für Moondance ist eine US-amerikanische Tragikomödie aus dem Jahr 2007, welche auf einer wahren Geschichte des Regisseurs Michael Damian und seiner Frau basiert, die selbst ein Pony namens Checkers hatten.

## Handlung
Am Anfang der Geschichte wird gezeigt, wie Moondance sich an ihrem letzten Schultag selbst zum „kompletten Idioten“ macht, wie sie es selbst ausdrückt. Traurig fährt sie mit ihrem Fahrrad auf den Friedhof und setzt sich vor das Grab ihres Vaters, dem sie alles erzählt.
In den Sommerferien liefert sie mit ihrem Fahrrad Pakete aus, während einer Fahrt springt ihr dabei ein freilaufendes Pferd direkt vor das Fahrrad. Kurzerhand nimmt Moondance es mit nach Hause und stellt es im Schuppen unter. Am nächsten Tag wird „Checkers“, wie sie das Pferd selbst getauft hat, von seinem Besitzer wieder abgeholt. Als sie danach ein Paket vom gestrigen Tag überbringt, fährt sie auf dem Rückweg über einen spitzen Stein und rollt mit dem Fahrrad einen kleinen Hang hinunter. Dort fällt ihr Blick auf einen Wegweiser, der auf einen Stall hindeutet, dem sie folgt. Im fremden Stall findet sie Checkers wieder, den sie glücklich begrüßt. Plötzlich taucht dann ein mysteriöser, verschlossener und auf den ersten Blick unfreundlicher Mann namens Dante auf und fragt sie, was sie auf seinem Grundstück zu suchen hätte. Stotternd erklärt sie ihm, dass sie es war, die sein Pferd gefunden hat und schlägt ihm einen Handel vor: Sie mistet die Ställe aus, füttert die Pferde, kehrt die Stallgasse und betätigt sich so zu sagen als ein „Mädchen für Alles“ und darf im Gegenzug auf Checkers reiten, der sich als männliches Pinto-Pony mit dem Namen Tinkerbelle entpuppt hat. Dante willigt ein. Gleich am nächsten Tag macht Moondance sich an die Arbeit.
Ein Monat ist vergangen, als Dante und Moondance auf einem Ausritt auf die Oberzicke und das beliebteste Mädchen der Schule, Fiona, und deren beste Freundin, Megan, treffen. Diese machen sich über den inzwischen umgetauften Checkers lustig, weil seine Rasse angeblich nicht zum Springen geeignet sei. Als Dante und Moondance danach weiterreiten, erklärt Dante Moondance, dass Checkers ganz hervorragend springen könne, was bei den Pintos eine Seltenheit ist. Moondance probiert sein Springvermögen gleich am nächsten Tag ohne Sattel aus und fällt lachend vom Pferd. Sie überredet den früher erfolgreichen Springtrainer Dante ihr zu helfen und schlussendlich melden die beiden sie und Checkers bei einem Springturnier an. Niemand glaubt an sie und alle verspotten sie wegen Farbe und Herkunft ihres Pferdes. Doch beim Wettbewerb überzeugt Moondance schließlich alle, in dem sie den Parcours fehlerlos meistert und damit den Wettbewerb nach einer längeren Diskussion der Schiedsrichter gewinnt. Durch diesen Erfolg wird auch Dantes Ruf, der durch einige Fehlentscheidungen beschädigt war, langsam wiederhergestellt: Bald melden sich erste Interessierte, die von ihm trainiert werden und ihre Pferde bei ihm unterstellen wollen.
Am Ende des Films berichtet Moondance ihrem Vater an seinem Grab über die Ereignisse, hängt ihre Siegesschleife an sein Grab und teilt ihm mit, dass er sich keine Sorgen zu machen brauche. Im Schlussbild sieht man Moondance auf Checkers in den Sonnenuntergang reitend.

## Auszeichnungen
- Jurypreis der Viennale 2007
- „Outstanding Achievement in Filmmaking“ beim Newport Beach Film Festival 2007
- „Best Screenplay“ beim La Femme International Film Festival 2007
- „Best Family Film“ beim Calgary International Film Festival 2007
- „Best Actress“ und „Best Picture“ beim Dixie Film Festival Atlanta 2007